# Данило Бојовић
Данило Бојовић (Кута, код Никшића, 15. август 1910 — околина Никшића, 3. март 1943) био је студент права, учесник Народноослободилачке борбе и народни херој Југославије.

## Биографија
Рођен је 1910. године у селу Кути, код Никшића. Основну школу завршио је у Жупи, а гимназију и велику матуру у Никшићу. После завршене гимназије уписао је Правни факултет у Београду. Члан Савеза комунистичке омладине Југославије (СКОЈ) постао је 1934, а члан Комунистичке партије Југославије (КПЈ) 1937. године. Током студија је био члан управе Студентског правничког друштва и Правне заштите, друштава која су контролисали комунисти. У јесен 1938. био је изабран за члана Акционог одбора стручних студентских удружења. Због учешћа у демонстрацијама и у разбијањима љотићевских зборова, био је неколико пута хапшен и затваран.
Учесник Народноослободилачке борбе је од 1941. године. Био је један од организатора Тринаестојулског устанка у Никшићу. Био је први командант Жупског устаничког батаљона.
Био је изабран за члана Окружног комитета КПЈ за никшићки округ на партијској конференцији, одржаној 15. октобра 1941. у Дубрави код Горњег Поља.
Учествовао је у борбама током Треће непријатељске офанзиве. Након повлачења главнине партизанских снага у Босну и Херцеговину у јуну 1942, Данило је остао на илегалном раду на домаћем терену.
Крајем фебруара 1942, специјално обучена јединица, састављена од жандара и четника, упућена је у потеру за Бојовићем. Опколили су га заједно са групом партизана у једној колиби на планини Коњско. Погинуо је приликом пружања отпора.
Указом Председништва Антифашистичког већа народног ослобођења Југославије (АВНОЈ) 11. јула 1945. међу првим борцима Народноослободилачке војске, проглашен је за народног хероја.